# 1797
1797 (MDCCXCVII) var ett normalår som började en söndag i den gregorianska kalendern och ett normalår som började en torsdag i den julianska kalendern.

## Händelser

### Februari

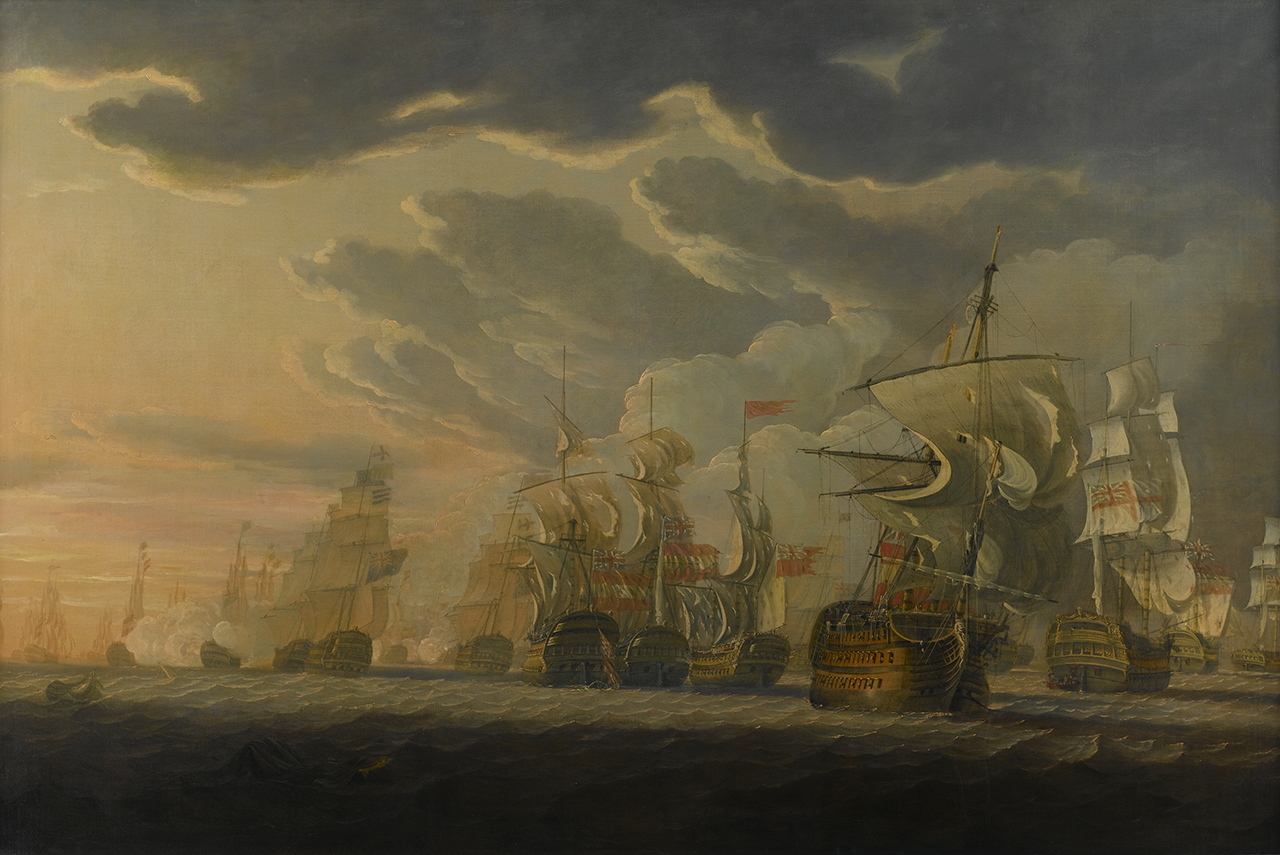
Slaget vid Kap Sankt Vincent

- 14 februari – Storbritannien besegrar Spanien i Slaget vid Kap Sankt Vincent.

### Mars

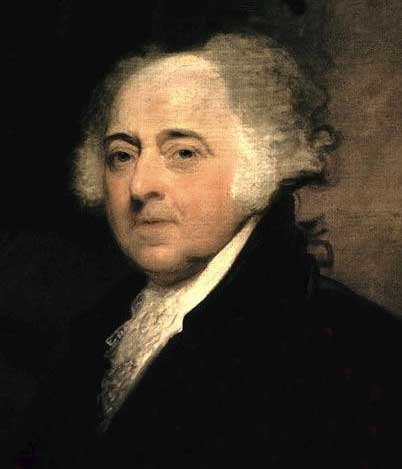
John Adams

- 4 mars – John Adams och Thomas Jefferson svärs in som USA:s president och vicepresident .

### Oktober
- 6 oktober – Gustav IV Adolf gifter sig genom ombud med Fredrika Dorotea Vilhelmina, som lånar sitt namn till Norrlandsorterna med dessa namn.
- 31 oktober – Den verkliga vigseln mellan Gustav IV Adolf och Fredrika äger rum.
- 17 oktober – Freden i Campo Formio sluts mellan Frankrike och Österrike.

### November
- 1 november – Finska hushållningssällskapet bildas.[1]

## Födda

### Första kvartalet

#### Januari
- 1 januari – Christopher Jacob Boström, svensk filosof. (död 1866)
- 14 januari – Wilhelm Beer, tysk astronom. (död 1850)
- 30 januari – John Fairfield, amerikansk demokratisk politiker. (död 1847)
- 31 januari – Franz Schubert, österrikisk kompositör. (död 1828)

#### Februari
- 2 februari – Joseph Guislain, belgisk psykiater. (död 1860)
- 7 februari – Johann August Grunert, tysk matematiker. (död 1872)
- 28 februari – John Henderson, amerikansk politiker, senator 1839–1845. (död 1857)

#### Mars
- 18 mars – Michel Goudchaux, fransk politiker. (död 1862)
- 25 mars – Antonio Rosmini, italiensk katolsk präst, filosof och ordensgrundare. (död 1855)
- 27 mars – Robert James Graves, irländsk läkare. (död 1853)

### Andra kvartalet

#### April
- 16 april – Adolphe Thiers, fransk historiker, statsman och politiker, chef för verkställande makten i Frankrike (Frankrikes statschef) 1871 och Frankrikes president 1871–1873. (död 1877)

#### Maj
- 24 maj – James Turner Morehead, amerikansk politiker, guvernör i Kentucky 1834–1836, senator 1841–1847. (död 1864)

#### Juni
- 20 juni – Joseph Grandgagnage, belgisk författare. (död 1877)

### Tredje kvartalet

#### Juli
- 17 juli – Paul Delaroche, fransk konstnär. (död 1856)

#### Augusti
- 28 augusti – Karl Otfried Müller, tysk klassisk filolog. (död 1840)
- 30 augusti – Mary Shelley, brittisk författare. (död 1851)
- 31 augusti – Georg Gerlach, dansk militär. (död 1865)

#### September
- 10 september – Carl Gustaf Mosander, svensk kemist och lärare. (död 1858)
- 18 september – Camille-Melchior Gibert, fransk dermatolog. (död 1866)

### Fjärde kvartalet

#### Oktober
- 4 oktober – Jeremias Gotthelf, schweizisk författare. (död 1854)
- 8 oktober – William Thomasson, amerikansk politiker, kongressledamot 1843–1847. (död 1882)
- 16 oktober – James Brudenell, 7:e earl av Cardigan, brittisk militär. (död 1868)
- 26 oktober – Giuditta Pasta, italiensk operasångerska. (död 1865)

#### November
- 14 november – Charles Lyell, brittisk geolog. (död 1875)
- 28 november – Gaetano Donizetti, italiensk kompositör. (död 1848)

#### December
- 13 december – Heinrich Heine, tysk poet. (död 1856)
- 14 december – Emil Huschke, tysk anatom. (död 1858)
- 15 december – Joseph Lecompte, amerikansk politiker, kongressledamot 1825–1833. (död 1851)
- 27 december – Manuela Sáenz, colombiansk nationalhjältinna. (död 1856)
- 31 december – Adolf Eugène von Rosen, svensk greve, järnvägsbyggare och överste. (död 1886)

## Avlidna

### Första kvartalet

#### Januari
- 15 januari – Johan Magnus Lannerstierna, 38, svensk författare.

#### Februari
- 8 februari – Johann Friedrich Doles, 81, tysk kompositör.
- 22 februari – Baron von Münchhausen, 76, tysk officer och anekdotberättare.

#### Mars
- 2 mars – Horace Walpole, 4:e earl av Orford, 79, brittisk författare och politiker.
- 7 mars – Johan Magnus Nordvall, 72, svensk präst.
- 16 mars – Christina Roccati, 64, italiensk fysiker och poet.
- 21 mars – Gabriel Kling, 77, svensk ämbetsman och riksdagsman.

### Andra kvartalet

#### April
- 14 april – Johan Biörnstierna, 67, svensk bibliotekarie.

#### Maj
- 27 maj – François-Noël Babeuf, 36, fransk revolutionär agitator och journalist.

#### Juni
- 21 juni – Andreas Peter Bernstorff, 61, dansk statsman.
- 23 juni – Magnus Huss, 42, svensk affärsman.
- 27 juni – Fredric Mallet, 69, svensk astronom och matematiker.

### Tredje kvartalet

#### Juli
- 9 juli – Edmund Burke, 68, angloirländsk statsman och filosof.

#### Augusti
- 25 augusti – Thomas Chittenden, 67, amerikansk politiker.
- 26 augusti – Fredric Ulric Hamilton, 61, svensk friherre och militär.

#### September
- 3 september – Josina van Aerssen, 64, nederländsk kompositör.
- 10 september – Mary Wollstonecraft, 38, brittisk feminist, författare och filosof.
- 28 september – Gunning Bedford, 55, amerikansk federalistisk politiker, guvernör i Delaware 1796-1797.

### Fjärde kvartalet

#### Oktober
- 1 oktober – Adolf Ulric Grill, 46, svensk bruksägare.
- 10 oktober – Carter Braxton, 61, amerikansk politiker.

#### November
- 24 november – Ludvig Cronsjoe, 71, svensk ämbetsman.
- 26 november – Ivan Sjuvalov, 70, rysk politiker.

#### December
- 1 december – Oliver Wolcott, 71, amerikansk politiker.

### Okänt datum
- Wang Zhenyi, kinesisk astronom, från vilken en av Venusplanetens kratrar har fått sitt namn.

### Fotnoter
1. ↑  ”ultunae.se – Finska hushållningssällskapet, Åbo län 1797”. Arkiverad från originalet den 24 maj 2012. https://archive.is/20120524200351/http://www.ultunae.se/www/?Hush%E5llningss%E4llskap:Finska_hush%E5llningss%E4llskapet,_%C5bo_l%E4n%26nbsp;1797.